# Пенна-ин-Теверина
Пенна-ин-Теверина (итал. Penna in Teverina) — коммуна в Италии, располагается в регионе Умбрия, в провинции Терни.
Население составляет 1125 человек (2008 г.), плотность населения составляет 112 чел./км². Занимает площадь 10 км². Почтовый индекс — 5028. Телефонный код — 0744.
Покровителем коммуны почитается святой Валентин Интерамнский. Праздник ежегодно празднуется 14 февраля.

## Демография
Динамика населения:

## Администрация коммуны
- Официальный сайт: https://archive.today/20121205110008/http://www.pennainteverina.com/